# Shin-nihon-kikou
Shin-nihon-kiko(u) (Nederlands equivalent: Reisverslag) is een muziekalbum dat verscheen onder de naam van Isao Tomita. De muziek bestaat echter uit orkestbewerkingen van de zestien in Japan populairste tv-melodieën die Tomita heeft gecomponeerd. De meeste muziek werd geleverd aan Nippon Hoso Kyokai. Het album is alleen in Japan uitgegeven en heeft alleen Japanse karakters, slechts namen van medewerkers zijn ook vermeld in een lettertype dat westerlingen kunnen lezen. Het album is opgenomen in een vijftal geluidsstudios in Japan, gedurende de periode 8 tot en met 22 april. Het orkest van dienst was het Tokio Symfonieorkest en het Hibari kinderkoor. Er wordt ook door solisten gezongen, doch daar blijft het gissen naar de namen.

## Tracklist
| Nr. | Titel                      | Duur |
| --- | -------------------------- | ---- |
| 1.  | Shin-nihon-kikou           | 4:22 |
| 2.  | Jungle Emperor             | 4:39 |
| 3.  | Katsu Kaishu               | 4:46 |
| 4.  | Bungo Torimono Ezu         | 3:30 |
| 5.  | School                     | 5:45 |
| 6.  | Storm from the East        | 1:42 |
| 7.  | Kokkyo No Nai Denki        | 3:31 |
| 8.  | Futatsu No Hashi           | 3:29 |
| 9.  | Ribbon No Kishi            | 3:12 |
| 10. | Hana No Shogai             | 3:09 |
| 11. | Ten To Chi To              | 3:59 |
| 12. | Shin-Heike-Monogatari      | 4:40 |
| 13. | Tokugawa Leyasu            | 2:50 |
| 14. | Ketsudan                   | 3:02 |
| 15. | Tayouna Kokudo             | 4:39 |
| 16. | Aoi Chikyu Wa Dare No Mono | 3:37 |